# Långtjärnen (Gideå socken, Ångermanland, 704649-164289)
Långtjärnen är en sjö i Örnsköldsviks kommun i Ångermanland och ingår i Gideälvens huvudavrinningsområde.